# Rings
Rings is een Amerikaanse horrorfilm uit 2017, geregisseerd door F. Javier Gutiérrez. Het is de derde film uit de Amerikaanse The Ring filmserie, gebaseerd op het boek Ringu van Koji Suzuki.

## Verhaal
Na de gebeurtenissen van de eerste film en de tweede film wordt de vervloekte videoband met Samara opnieuw door iemand bekeken. Ditmaal door Gabriel Brown, als hij in bezit komt van een oude videorecorder met de videoband nog erin. Door het bekijken van de videoband heeft hij nog maar zeven dagen te leven. Ook Holt en Julia zien eveneens de verschrikkelijke videoband, waardoor Julia zich zorgen maakt en probeert er achter te komen wat de mysterieuze videoband zo bijzonder maakt. Hiermee komt ze tot de afschuwelijke ontdekking dat in de film nog een film te zien is die nog niemand heeft gezien.

## Rolverdeling
- Matilda Lutz als Julia
- Alex Roe als Holt Anthony
- Johnny Galecki als Gabriel Brown
- Vincent D'Onofrio als Galen Burke
- Aimee Teegarden als Skye Johnston
- Bonnie Morgan als Samara Morgan
  - Daveigh Chase als jonge  Samara (archiefbeelden, onvermeld)
- Chuck David Willis als Blue
- Patrick R. Walker als Jamal
- Zack Roerig als Carter
- Laura Slade Wiggins als Faith
- Lizzie Brocheré als Kelly
- Jill Jane Clements als Karen Styx

## Achtergrond
In 2014 werd door Paramount Pictures in eerste instantie de film aangekondigd met de titel The Ring 3D. Op 16 januari 2015 werd de hoofdrol toegewezen aan Matilda Lutz. Op 20 maart 2015 werd Alex Roe gecast voor de mannelijke hoofdrol. Op 23 maart 2015 begonnen de opnames in Atlanta. De opnames werden afgerond op 31 mei 2015. De post-productie was van juni 2015 tot en met november 2016. Er werden nog reschoots gemaakt die plaatsvonden in juli 2016. Op 28 augustus 2016 werd bekendgemaakt dat de originele filmmuziek zal worden gecomponeerd door Matthew Margeson.